# خربة قيس
خربة قيس قرية فلسطينية تتبع محافظة سلفيت شمال الضفة الغربية، بلغ عدد سكانها حسب الجهاز المركزي للإحصاء الفلسطيني حوالي 273 نسمة حسب التعداد العام للسكان الذي أجري عام 2017. وهي من القرى المحتلة عام النكسة. عام 2010، ضمت الخربة إلى مدينة سلفيت، وأصبحت بذلك الضاحية الأولى والوحيدة لها.

## التسمية
تطلق الخربة في فلسطين على الأماكن والمواقع التي خربت بعد (عمران)، وهناك الكثير من المواقع التي سميت بهذا الاسم في فلسطين، ولتمييز هذه المواقع عن بعضها فانه عادة ما يضاف إلى كلمة خربة اسم آخر، وتعود تسمية قرية خربة قيس بهذا الاسم إلى وجود مقام لأحد الأولياء الصالحين ويدعى (قيس الأنصاري).

## التاريخ
تم إيجاد آثار تعود إلى العصور الحديدي الثاني، الفارسي، الهلنستي، الروماني، البيزنطي، الأموي، العباسي، الصليبي، الأيوبي والمملوكي.

### الدولة العثمانية
تبعت خربة قيس إلى الإمبراطورية العثمانية في عام 1517 مع كل فلسطين، وكانت تتبع ولاية شرق بيروت. في عام 1596 ظهر لأول مرة اسم خربة قيس في سجلات الضرائب العثمانية، حيث دفعوا معدل ثابت للضريبة بنسبة 33,3٪ على المنتجات الزراعية المختلفة، مثل القمح، والشعير، والمحاصيل الصيفية، والزيتون، والماعز، وخلايا النحل بما مجموعه 500 آقجه. تم إيجاد آثار تعود إلى العصر العثماني.
في عام 1838 لاحظ الباحث الأمريكي إدوارد روبنسون أن القرية تقع في منطقة جورة مردة جنوب نابلس. عام 1882، أجرى صندوق استكشاف فلسطين الغربية مسحاً للبلدة ووصفها بأنها «قرية صغيرة على التل».

### الانتداب البريطاني
في تعداد عام 1922 الذي أجرته سلطات الانتداب البريطاني، كان عدد سكان خربة قيس 94 مسلمًا، ازدادوا في تعداد 1931 إلى 114 مسلمًا في 30 منزلًا.
في إحصاءات عام 1945، بلغ عدد السكان 170 مسلمًا، بينما بلغ إجمالي مساحة الأرض 3,388 دونم، وفقًا لمسح رسمي للأراضي والسكان. تم تخصيص 1,480 دونمًا للمزارع والأراضي القابلة للري، 572 دونمًا للحبوب، في حين تم تصنيف 8 دونمات كمناطق مبنية.

### الحكم الأردني
في أوائل خمسينيات القرن العشرين أتبعت خربة قيس للحكم الأردني بين حربي 1948 و1967، وكان عدد سكانها آنذاك حوالي 209 نسمة عام 1961، وكانت تتبع إداريًا إلى ناحية الجماعينيات قضاء نابلس.

### النكسة
وقعت خربة قيس تحت الاحتلال الإسرائيلي بعد حرب 1967.

### السلطة الفلسطينية
بعد تأسيس السلطة الفلسطينية، عرفت جميع أراضي القرية باسم المنطقة «أ». أتبعت القرية إداريًا إلى محافظة سلفيت، وأصبحت مجلسًا قرويًا. لاحقًا في عام 2010، أصبحت خربة قيس ضاحية في مدينة سلفيت.

## الجغرافيا
تقع إلى الجنوب من مدينة سلفيت، بحوالي 3 كم منها، ويحيط بها من الشمال سلفيت وفرخة، ومن الشرق قرية عمورية، أما من الغرب قرية مزارع النوباني، ومن الجنوب بلدة عارورة، تربطهم بها طرق معبدة، وتبلغ مساحتها العمرانية حوالي 100 دونم، أما مساحتها الكلية فتقدر بحوالي 3,380 دونم وكلها مناطق (أ).

## السكان
في السنوات العشرين الأخيرة (1997 إلى 2017) ازداد عدد سكان الخربة ببطئ نتيجة الهجرة الدائمة من الريف إلى الحضر، حيث أن عدد سكان القرية الذين يسكنون في مدينة سلفيت، وفي الخليج العربي أضعاف الموجودين في القرية.
| السنة      | (تعداد 1997) | (تعداد 2007) | (تقدير 2012) | (تعداد 2017) |
| ---------- | ------------ | ------------ | ------------ | ------------ |
| عدد السكان | 184          | 224          | 251          | 273          |

## مؤسسات القرية
قبل عام 2010، أدار شؤون القرية مجلس قروي مؤلف من تسعة أعضاء، وكان يعد المؤسسة الوحيدة الموجودة في القرية إلى جانب المدرسة الأساسية المختلطة، إذ تفتقر القرية إلى المؤسسات الحيوية المهمة الأخرى، أما بعد عام 2010، فقد ألحقت الخربة إلى بلدية سلفيت.

### خدمات البنية التحتية
في القرية ثلاث عيون ماء طبيعية هي: عين عادي، وبئر المرج، إلا أن السكان يعتمدون على شركة ميكروت الإسرائيلية كمصدر أساسي للمياه، أما بالنسبة للكهرباء فقد كان السكان يعتمدون في الأنارة على مولد كهرباء عام لللقرية يعمل على الوقود، وفي عام 2004 تم ربط القرية بشبكة الكهرباء القطرية من قبل مدينة سلفيت.

## السياحة والآثار
يقدر عمر القرية بـ (1000) سنة تقريباً، وفيها:

### المقامات
في القرية أماكن دينية هي: فمنها مقام قيس الأنصاري ومقام الشيخ أحمد، وهنالك مسجد عمري غرب القرية.

### الآثار
بالنسبة للآثار، هناك معصرة زيت قديمة تسمى بـ«حائط البد» وتقع بالبلد القديمة للقرية، ومعصرة زيت أخرى نحو الجنوب تدعى معصرة (مغارة التبن)، أيضا يوجد مبنى قديم يقع في وسط البلد يدعى المضافة وقد كانت تستعمل فيما مضى لأستقبال الضيوف وقد تم ترميم المضافة عام 2002 بدعم من المؤسسات المانحة. 

## الاقتصاد

### الزراعة
كان سكان القرية في السابق يعتمدون على الزراعة كعنصر أساسي للمعيشة وتوفير الغذاء، ومن أبرز المحاصيل الزراعية في القرية الزيتون واللوز. أما في وقتنا الحالي فيعتمد السكان بالدرجة الأولى على العمل كحرفيين وعمال في ورشات البناء داخل الضفة الغربية وداخل فلسطين المحتلة عام 1948، يليه الوظائف الحكومية، أما بالنسبة للزراعة فأخذت تقل وتنحصر بالمواسم الزراعية كموسم الزيتون.

## معرض صور

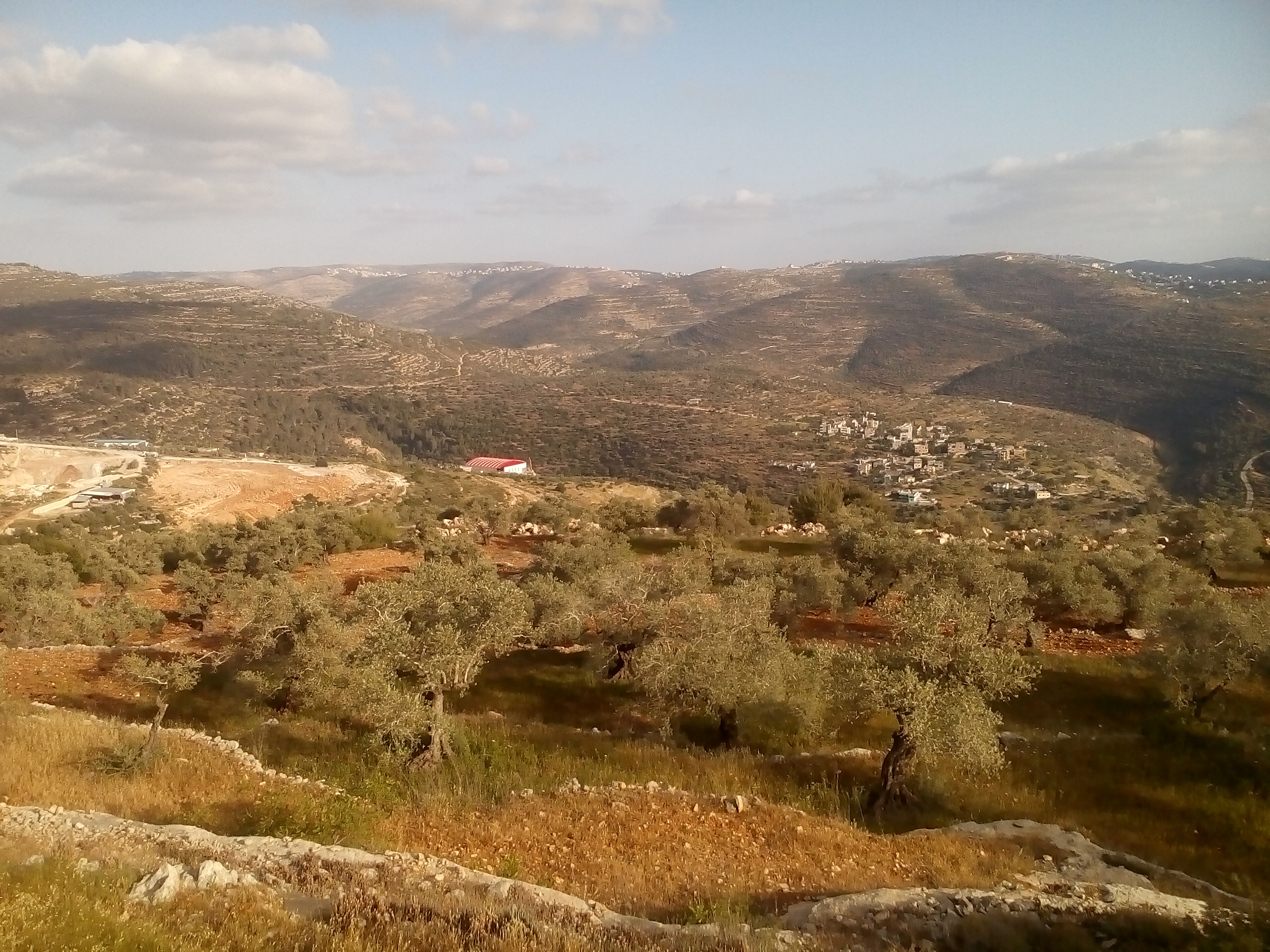
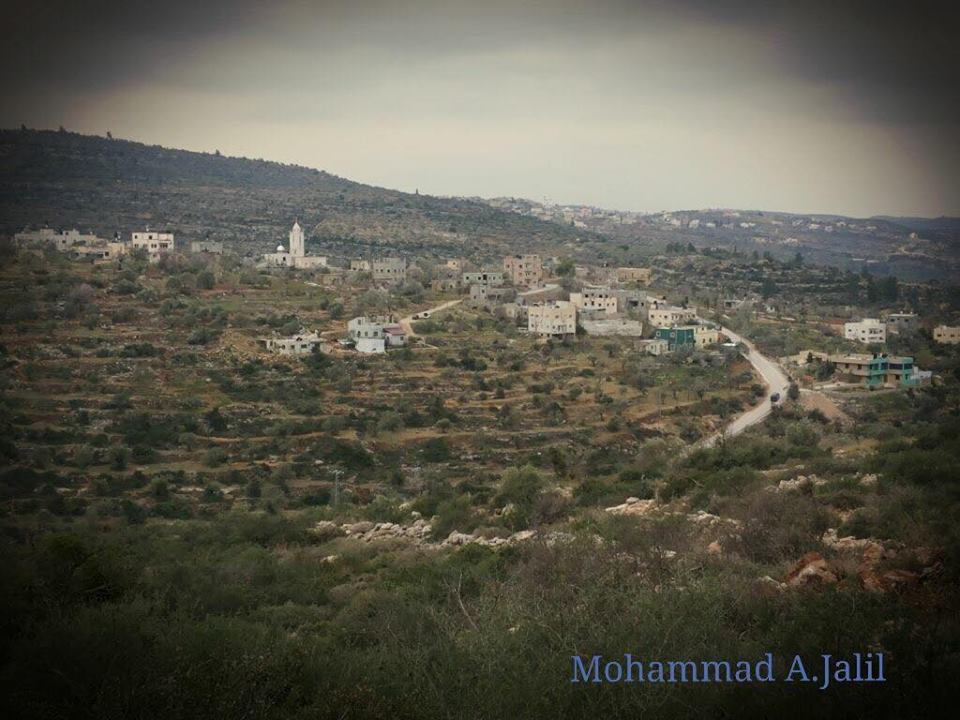
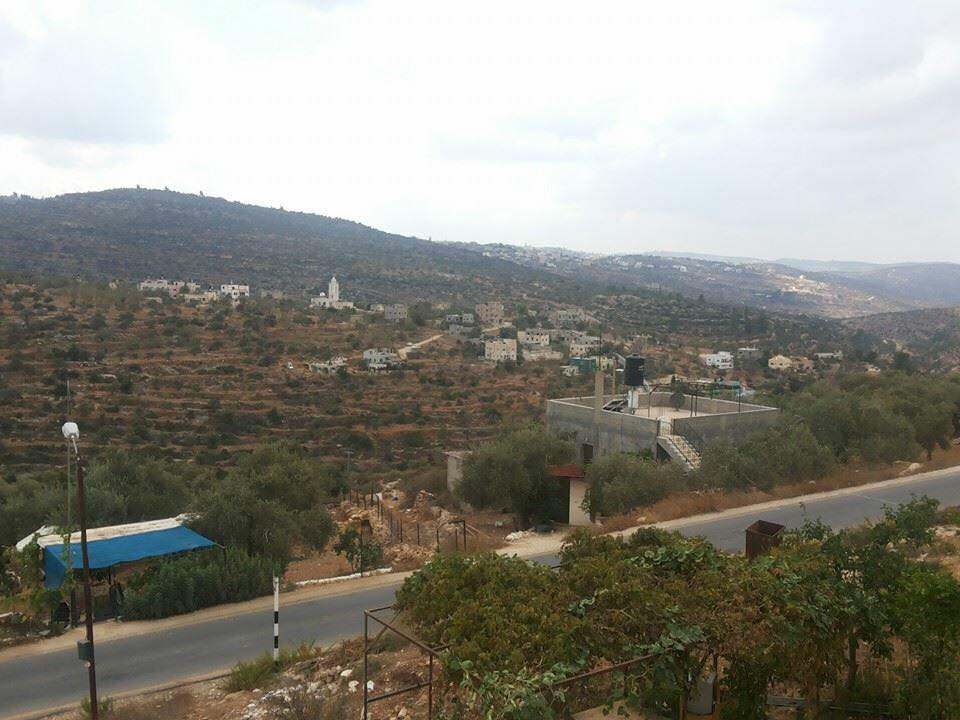
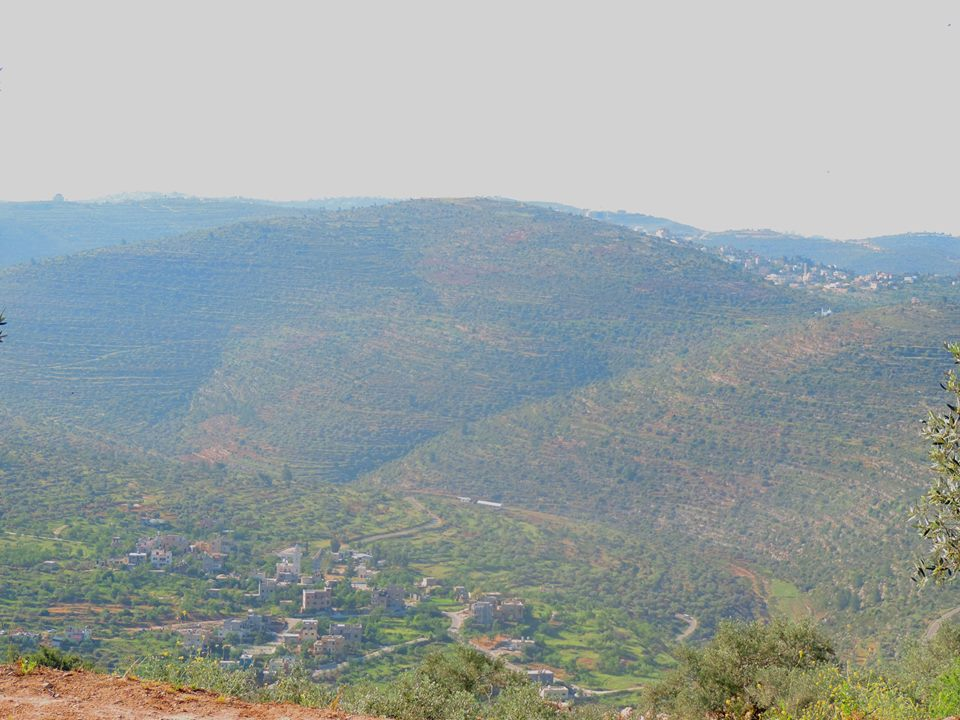
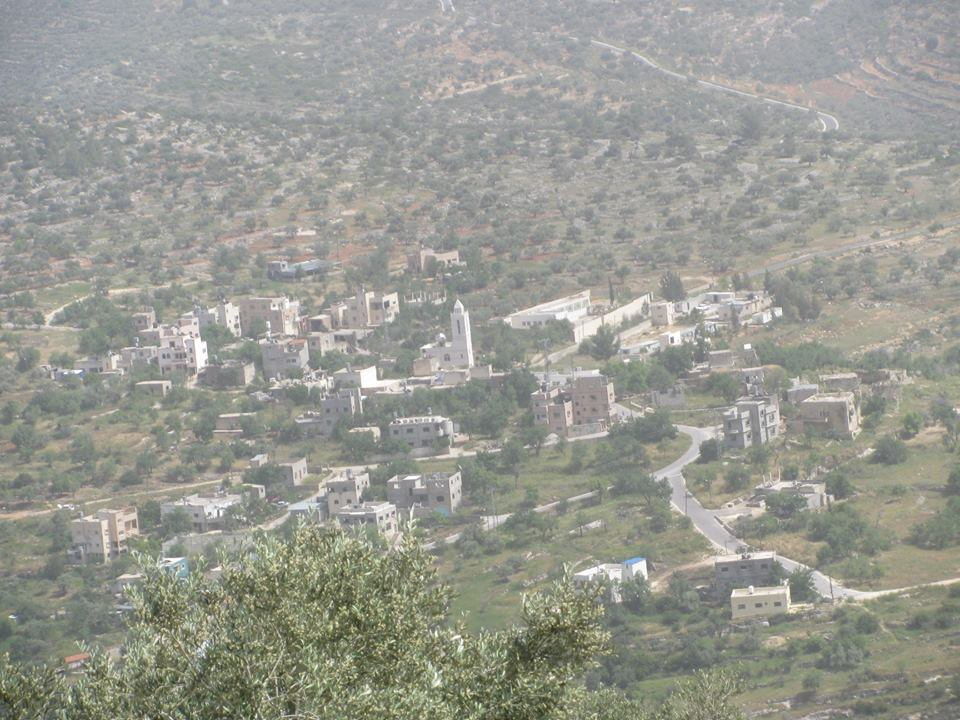